# Luc Montagnier
Luc Antoine Montagnier, född 18 augusti 1932 i Cabris i Alpes-Maritimes, död 8 februari 2022 i Neuilly-sur-Seine utanför Paris, var en fransk forskare vid Institut Pasteur som tillsammans med Françoise Barré-Sinoussi och Harald zur Hausen vann 2008 års Nobelpris i fysiologi eller medicin för sin upptäckt av HIV-viruset som orsakar aids.
Montagnier arbetade senast på Shanghai Jiao Tong-universitetet i Kina, som fokuserade på elektromagnetiska vågor med DNA i vatten. Han och hans team studerade både den teoretiska grunden och möjliga tillämpningar inom medicinen. 
Montagniers nya forskning undersökte de elektromagnetiska vågorna som han sade kommer från mycket utspädd DNA av olika patogener. Montagnier hävdade, "Vad vi har funnit är att DNA producerar strukturella förändringar i vatten, vilket kvarstår vid mycket höga utspädningar och som leder till resonanta elektromagnetiska signaler som vi kan mäta". Montagnier, som även var grundare av och ordförande för World Foundation Aids Research and Prevention, sade vidare: "Jag kan inte säga att homeopati är rätt i allt, men höga utspädningar visar vattenstrukturer som efterliknar de ursprungliga molekylerna". 

## Priser
- 1986 – Scheelepriset
- 2008 – Nobelpriset i fysiologi eller medicin tillsammans med Françoise Barré-Sinoussi och Harald zur Hausen.[4]